# Darshan
Darshan sau Darśana (sanscrită: दर्शन) în hinduism reprezintă apariția unei zeități sau a unei persoane binefăcătoare, sau a unui obiect de bun augur.